# Daniel Santoro (periodista)
Daniel Santoro (Avellaneda, 4 de diciembre de 1958) es un periodista argentino de prensa gráfica y televisión. 
Ha recibido múltiples premios, como el María Moors Cabot 2004 de la Universidad de Columbia y la membresía de la Academia Nacional de Periodismo. Algunas de sus investigaciones se vincularon a causas judiciales en las que resultaron procesados funcionarios y empresarios como el expresidente Carlos Menem, la exsecretaria de Medio Ambiente María Julia Alsogaray, el exsecretario de Transporte Ricardo Jaime, el empresario Lázaro Báez y otras personas vinculadas a la llamada "ruta del dinero K".

## Trayectoria periodística

### Comienzos
Se crio en Berazategui, donde se inició en el periódico La Palabra y luego trabajó en el diario El Sol de Quilmes.  
En 1982, como redactor de la agencia Noticias Argentinas, acompañó a la fundadora de las Madres de Plaza de Mayo, Nora Cortiñas, a reconocer la Mansión Seré, en Castelar, donde funcionó un centro clandestino de detención de la Fuerza Aérea y desapareció su hijo. Tres años después, ya restablecida la democracia, con el mismo cargo cubrió el juicio a los ex comandantes por las violaciones a los derechos humanos en la dictadura. 
Egresado de la Facultad de Periodismo de la Universidad de La Plata (1984), fue secretario de Redacción de la agencia Noticias Argentinas.

### Diario Clarín
Ingresó al diario Clarín en 1990, donde se desempeñó como editor de la sección El País y miembro del Equipo de Investigación. Es uno de los editores del equipo de judiciales de Clarín.
Enviado especial del diario Clarín, ha cubierto sucesos políticos en Estados Unidos, en la mayoría de los países de Europa y América Latina; Zimbabue, Angola, China, Corea del Sur, Filipinas, Vietnam y Singapur. Colaboró con la revista colombiana Gatopardo.

### Televisión

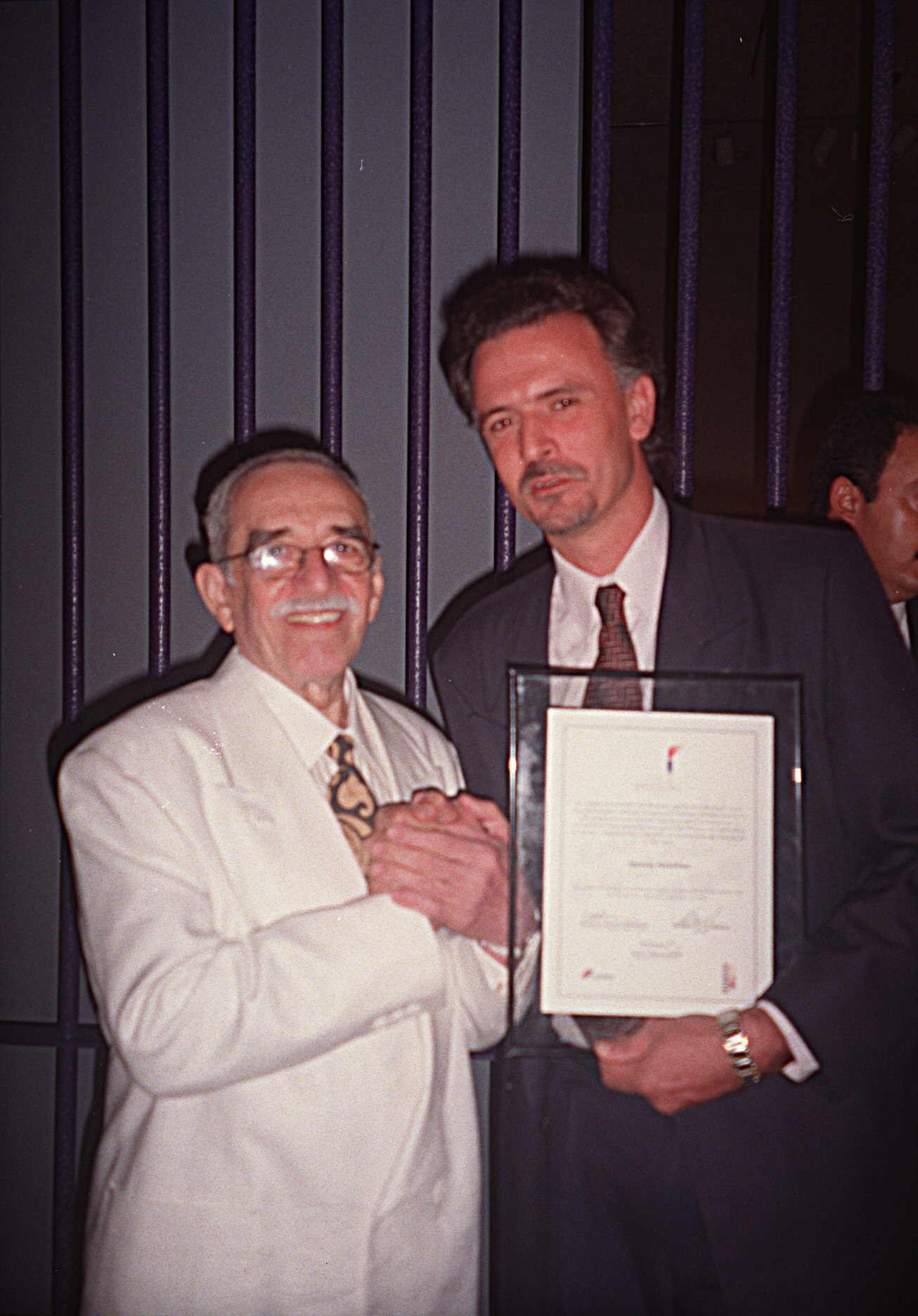
Gabriel García Márquez entrega el segundo premio de la Fundación Nuevo Periodismo Iberoamericano (FNPI) a Santoro en 2001.

## Libros

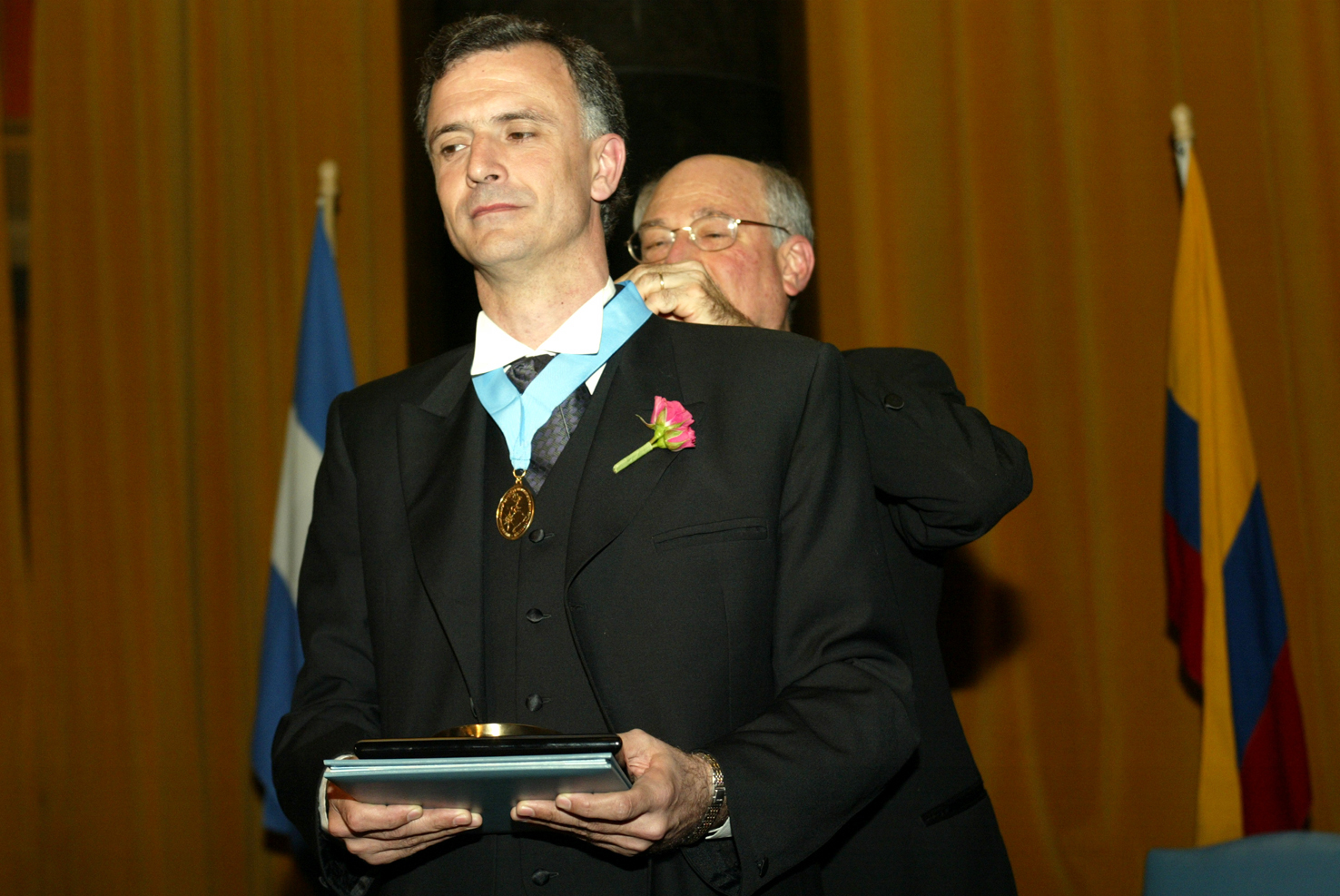
Santoro recibe el premio María Moors Cabot.